# Pablo Vizcaino Prado
Pablo Vizcaino Prado (ur. 22 czerwca 1951 w mieście Gwatemala) – gwatemalski duchowny rzymskokatolicki, od 1997 biskup Suchitepéquez–Retalhuleu.